# Liste der geschützten Landschaftsbestandteile im Landkreis Anhalt-Bitterfeld
Die Liste der geschützten Landschaftsbestandteile im Landkreis Anhalt-Bitterfeld nennt die geschützten Landschaftsbestandteile im Landkreis Anhalt-Bitterfeld in Sachsen-Anhalt.

## Liste
| Bild | Nr.        | Bezeichnung | Gemarkung                    | Position                         | Beschreibung | Verordnung |
| ---- | ---------- | --- | ---------------------------- | -------------------------------- | --- | ---------- |
|      | GLB0001ABI | Orchideenwiese und Erlenbruch bei Chörau                                                                                        | Osternienburger Land, Chörau | Koordinaten fehlen! Hilf mit.    | 16,2 ha. |            |
|      | GLB0002ABI | Fasanerie Köthen | Köthen                       | 51° 45′ 6,4″ N, 11° 57′ 50,7″ O  | Erhaltung und Pflege der naturnahen Bestände des Stieleichen-Eschen-Ulmen-Auwaldes. Der Gehölzbestand mit hohem Anteil an Altbäumen (vorwiegend Eiche) ist auch als Lebensstätte wild lebender Tier- und Pflanzenarten, hier insbesondere zahlreicher xylobionter Käfer- und Fledermausarten von Bedeutung. | 2009       |
|      | GLB0003ABI | Zehmigkauer Bruch | Meilendorf                   | 51° 43′ 40,8″ N, 12° 5′ 8,5″ O   | 19,2 ha. Sicherung und Entwicklung von Ersatzhabitaten für Amphibien, Feldlerche und Wiesenweihe. Dazu vorgesehen die extensive Großviehbeweidung (vorrangig mit Wasserbüffeln) aller Flächen des Zehmigkauer Bruchs.                                                                                       |            |
|      | GLB0004ABI | Naumann Wäldchen |                              | Koordinaten fehlen! Hilf mit.    | 24,2 ha. |            |
|      | GLB0005ABI | Akazienberg | Gröbzig                      | 51° 41′ 33,5″ N, 11° 50′ 50,3″ O | 9,2 ha. |            |
|      | GLB0006ABI | Kiesgruben östlich Gröbzig | Gröbzig                      | 51° 41′ 1,7″ N, 11° 53′ 16,8″ O  | 134,5 ha. |            |
|      | GLB0007ABI | Alte Fuhne | Gröbzig                      | 51° 40′ 45,1″ N, 11° 51′ 40,7″ O | 25,7 ha. |            |
|      | GLB0008ABI | Schortewitzer Wiesen | Schortewitz                  | 51° 38′ 46,1″ N, 12° 2′ 29,7″ O  | 18 ha. |            |
|      | GLB0001BTF | Wolfener Busch | Wolfen                       | 51° 39′ 49,7″ N, 12° 16′ 56,3″ O | Etwa 20 ha großer Auwaldrest. Naherholungsgebiet, auwaldtypische Vegetation. Lebensraum zahlreicher Tier- und Pflanzenarten | 1993       |
|      | GLB0002BTF | Fuhneaue | Wolfen                       | 51° 40′ 20,8″ N, 12° 15′ 54,7″ O | 29,6 ha. | 1993       |
|      | GLB0035KÖT | Trinumer Busch | Osternienburger Land, Trinum | 51° 46′ 37,2″ N, 11° 54′ 21,6″ O | 15,8 ha. | 2000       |
|      |            | Baumbestand innerhalb der im Zusammenhang bebauter Ortsteile und des Geltungsbereiches der Bebauungspläne der Stadt Wolfen      | Wolfen                       | 51° 39′ 56,5″ N, 12° 16′ 26,8″ O | Baumschutzsatzung Wolfen | 2005       |
|      |            | Baumbestand innerhalb der im Zusammenhang bebauter Ortsteile und des Geltungsbereiches der Bebauungspläne der Gemeinde Thalheim | Thalheim                     | 51° 39′ 4″ N, 12° 13′ 44″ O      | Baumschutzsatzung Thalheim | 1996       |